# Jacobinus János
Jacobinus János (Kolozsvár, 1574. vagy 1575. március 23. – Brassó, 1603. július 17.) erdélyi kancellár.

## Élete
Unitárius vallású szász patríciuscsaládból származott, apja Jacobinus Bernád orvosdoktor volt. 1592-ben már szülővárosa jegyzőjeként tevékenykedett, 1598 májusától Báthory Zsigmond és Mihály vajda kormánya alatt kancelláriai titkár volt. 1595-ben részt vett a Szinán basa elleni havasalföldi hadjáratban, 1600-ban Mihály vajdát kísérte el a moldvai hadjáratba, de 1600-ban Mihálytól átállt a felkelő rendekhez. A vajda bukása után Csáky István generális mellett szolgált, tőle kapta jutalmul a Kolozsvár főterén álló Kakas-házat, amelyet azonban Kakas István visszaperelt tőle. Báthory Zsigmond visszatérésekor 1601-ben Jacobinus is visszakerült a fejedelmi udvarhoz. Amikor Székely Mózes a fejedelmi méltóságért versengett, szolgálatába fogadta s kinevezte kancellárjának, de nem sokáig viselhette a tisztséget. A Radu Șerban havasalföldi fejedelem ellen vívott brassói csatában 1603. július 17-én urával együtt ő is életét vesztette.

## Munkái
- Chorus Musarum honori nuptiarum vera nobilitate, virtuteque ornatissimi Viri D. Stephani Cacassi Patricii Claudiopolitani et Assessoris sedis Judiciariae Seren. Principis Transylvaniae, ac ingenua natalium nobilitate conspicuae Virginis Susannae Romeriae, Generosi olim D. Lucae Romeri Marosschensis filiae, ad diem XII. Januar Anni M.D.XCII. celebratorum. Claudiopoli, 1592. (Kakas Istvánnak és Rómer Zsuzsannának 1592. január 12-én kötött házasságára készült mű.)
- Brevis enarratio rerum a Serenissimo Transylvaniae Principe Sigismondo Anno M.D.X.CV. gestarum. Claudiopoli, 1596. (A Szinán basa elleni hadjárat története. Újra kiadta Bongarsius, Rerum Hung. Scriptores. Francof. 1600. 536-547. l. és innen Schwandtner, Scriptores rer. Hung. I. 742-756. l. Szölősi Zsigmond magyar versekbe szedve, lefordította s kiadta 1635-ben. Az eredeti kolozsvári kiadás ma egy példányban sem ismeretes.)
- Kéziratban maradt 1599-1602 között összeállított formuláskönyve, amely típusos iratmintákat tartalmaz a kancelláriai munka megkönnyítésére